# Амазон санта-лусійський
Амазон санта-лусійський (Amazona versicolor) — птах родини папугові.

## Зовнішній вигляд
Довжина тіла 43 см. Забарвлення оперення зелене. Чоло й переднє частина голови синьо-фіолетові. Голова, вушка й щоки — блакитні. У деяких особин червоне пляма на груди, в інших — лише помітний слід. Першорядні махові синьо-фіолетові, другорядні — зелені із синьо-фіолетовими кінчиками, на крайні є червоне «дзеркало». Підкрила зелено-блакитні. Крайнє хвостове пір'я синьо-червоне при основі. Кільця навколо очей темно-сірі. Райдужка світло-жовтогаряча. Лапи сірі. Дзьоб темно-сірий, до заснування світліше й жовтіше.

## Розповсюдження
Живе на острові Сент-Люсія (Малі Антильські острови).

## Спосіб життя
Населяє гірські ліси, вологі ліси на схилах до висоти 1000 м над рівнем моря.

## Загрози й охорона
Знаходиться на грані зникнення. Крім багаторічної вирубки й викорчовування старих дерев, заміни лісів плантаціями, популяціям цих птахів регулярно завдавали шкоди мисливці й птахолови. На кінець XX століття в дикій природі налічувалося близько 400 особин. Знаходиться під програмою державного захисту. В 1980 році був офіційно оголошений національним птахом Сент-Люсії.